# Masterminds - I geni della truffa
Masterminds - I geni della truffa (Masterminds) è un film del 2016 diretto da Jared Hess.
Il soggetto, incentrato su una rapina sgangherata, è basato su eventi realmente accaduti a Charlotte nel 1997.

## Trama
Nel marzo 1997, l'istituto di vigilanza privata Loomis Fargo & Company viene derubato di 18,8 milioni di dollari a Jacksonville da una delle sue guardie. Questo dà l'idea a Steve Eugene Chambers di replicare l'impresa, essendo la sua amica Kelly Campbell appena stata licenziata dalla stessa azienda. L'idea si basa sul coinvolgimento diretto di David Scott Ghantt, fidato autista di furgoni blindati della Loomis, con un debole per la bella Kelly. Dopo preparativi approssimativi, David, spinto dall'idea di fuggire in Sud America con la sua amata, dà vita al colpo riuscendo a sottrarre ben 17 milioni di dollari. Nel fuggire, David avrebbe dovuto distruggere le cassette con la registrazione delle immagini delle telecamere di sorveglianza, ma ne dimentica una. Così, fa in tempo a fuggire in Messico con 20000 $ e la falsa identità di Michael McKinney (un amico di Steve), come previsto, ma ben presto scatta nei suoi confronti un mandato di cattura internazionale.
Steve intanto è insospettato, anche se con la sua famiglia, al di là dei buoni intendimenti, incomincia a fare spese spropositate destando sospetti. Il programma prevedeva di abbandonare David, tanto per amore di Kelly non avrebbe mai fatto i nomi dei suoi complici. Intanto, in Messico, David deve fuggire dall'Interpol che lo insegue, quindi contattando Kelly la informa dell'accaduto e, in seguito scopre fortuitamente l'identità di Steve realizzando di esserne vittima. Capito questo, Steve decide di assumere un sicario, il suo amico Michael McKinney per dare la caccia a David, testimone scomodo. Il bizzarro Michael dapprima si fa scoprire da David, che riesce a sfuggire e a riferire a Kelly, che si sente profondamente in colpa per quanto sta accadendo. Quindi quando il killer lo raggiunge e immobilizza, leggendo i suoi finti documenti scopre che la sua vittima è un suo omonimo, nato nello stesso giorno nella stessa città, e vedendovi un segno del destino, lo risparmia e gli diventa amico.
David minaccia quindi Steve di arrendersi all'Interpol e spifferare tutto se questi non trasferirà 6 milioni di dollari sul suo conto bancario entro due giorni. Kelly viene quindi aggredita da Jandice, l'ex fidanzata di David. Quando Steve rifiuta di cedere al ricatto, fa rapire Kelly e dice a David di procurarsi un biglietto aereo per il Brasile in cambio della sua liberazione. All'aeroporto David incontra Michael McKinney, che sta tornando negli Stati Uniti per un nuovo incarico, ma mentre gli dice addio vede il nome di Kelly scritto sulla sua mano e gli rivela che la conosce. Rendendosi conto che in nome della loro amicizia non può ucciderla, si scambiano i biglietti e scappano dopo aver messo fuori causa l'Interpol che era finalmente arrivata a David.
Mentre Steve dà una festa per inaugurare la sua villa da nababbo, con Kelly in ostaggio, l'FBI infiltra un vicino, alla ricerca di una confessione che lo incastri. David torna in tempo per intrufolarsi e salvare Kelly, scappando con lei dopo aver rubato la nuova BMW di Steve. I due si schiantano però con l'auto sul cancello d'ingresso. Steve, non rendendosi conto di essere vicino al furgone dell'FBI con gli agenti all'interno, nel riprendere i due complici in fuga, fa una piena confessione che lo inchioda come primo responsabile e alleggerisce le posizioni di Kelly e David.
Steve è condannato a 11 anni, mentre David può uscire dopo soli sette anni. All'uscita ritrova il suo amico Michael McKinney che lo porta da Kelly. Così scopriamo anche che all'arrivo nella megavilla di Steve, David aveva scoperto dove fosse nascosto il bottino riuscendo a occultarne una parte, che ora può godersi con la sua amata e il suo amico.

## Produzione
Nel febbraio del 2013 Jim Carrey viene ingaggiato per interpretare il ruolo del protagonista del film, inizialmente intitolato Loomis Fargo, ma, impossibilitato a girare a causa di altri impegni, è stato sostituito da Zach Galifianakis a dicembre.

## Distribuzione
L'uscita del film, inizialmente prevista per l'agosto del 2015, è stata posticipata più volte a causa di problemi finanziari della società di produzione. Nelle sale statunitensi è stato distribuito il 30 settembre 2016, mentre in Italia è uscito il 9 novembre.